# La Motte-Fanjas
La Motte-Fanjas ist eine französische Gemeinde im Département Drôme in der Region Auvergne-Rhône-Alpes. Sie gehört zum Arrondissement Die und zum Kanton Vercors-Monts du Matin. Nachbargemeinden sind La Baume-d’Hostun und Saint-Nazaire-en-Royans im Nordwesten, Saint-Just-de-Claix im Norden, Saint-Thomas-en-Royans und Saint-Laurent-en-Royans im Osten, Saint-Jean-en-Royans im Süden und Rochechinard im Westen.

## Bevölkerungsentwicklung
| Jahr                       | 1962 | 1968 | 1975 | 1982 | 1990 | 1999 | 2008 | 2016 |
| -------------------------- | ---- | ---- | ---- | ---- | ---- | ---- | ---- | ---- |
| Einwohner                  | 137  | 118  | 113  | 121  | 115  | 138  | 171  | 190  |
| Quellen: Cassini und INSEE |      |      |      |      |      |      |      |      |

|  |  |